# Mario Klingemann
Mario Klingemann (n. 1970) es un artista alemán que utiliza algoritmos e inteligencia artificial (IA) para crear e investigar sistemas. Está particularmente interesado en la percepción humana del arte y la creatividad, investiga métodos en los que las máquinas pueden aumentar o emular estos procesos, y ha sido reconocido como pionero en el campo del arte de la IA, las redes neuronales artificiales y el aprendizaje automático.
Ha trabajado con instituciones como The British Library, la Universidad de Cardiff y la Biblioteca Pública de Nueva York, y fue artista residente en Google Arts and Culture. Desde 2019 reside en Múnich.
Sus obras de arte se han exhibido en el MoMA y el Metropolitan Museum of Art, ambos en Nueva York, la galería Photographers’ de Londres, ZKM Karlsruhe en Alemania y el Centro Pompidou de París. Klingemann recibió el British Library Labs Artistic Award 2016, el Lumen Prize Gold Award en 2018, que celebra las obras de arte realizadas con tecnología, y fue galardonado con la Mención de Honor en el Prix Ars Electronica 2020. Su instalación, Memories of Passersby I,  fue reconocida en marzo de 2019 como la primera máquina de inteligencia artificial autónoma que se subastó con éxito en Sotheby's.